# Orodromeus
Az Orodromeus a hypsilophodontida dinoszauruszok egyik neme, amely a késő kréta korban (a campaniai korszakban), mintegy 75 millió évvel ezelőtt élt Észak-Amerikában, Montana területén. Kis méretű, körülbelül 2 méter hosszú növényevő volt, amely karcsú testfelépítéssel és gyors mozgásra alkalmas végtagokkal rendelkezett. Kis méretű növényevő volt, és hasonló területeken élhetett, mint kortársai, a Daspletosaurus és az Einiosaurus. Típusfajáról, az Orodromeus makelairól Jack Horner és David B. Weishampel készítettek leírást 1988-ban.
Felvetődött, hogy rokonához, az Oryctodromeushoz hasonlóan üregeket ásott. Ezt fosszíliák elhelyezkedése és geológiai megfigyelések támasztják alá, amelyek olyan helyeken mutatják a csontokat, ahol természetes módon nem koncentrálódtak volna. Ezt a feltételezést az támasztja alá, hogy a csontjait együtt találták meg olyan helyeken, ahol elvileg szét kellett volna szóródniuk. További kutatások szükségesek ennek igazolására.
Az Orodromeus paleobiológiája jelentős betekintést nyújt a kis növényevő dinoszauruszok életmódjába a késő kréta időszakban, különösen táplálkozási szokásaikra és társas viselkedésükre vonatkozóan. Az állat vélhetően gyors mozgásra képes, társas lény volt, amely valószínűleg kisebb csoportokban élt. Csontvázának könnyű szerkezete és izmainak tapadására utaló jelek arra utalnak, hogy jelentős sebességet érhetett el, különösen menekülés vagy csoportos vándorlás közben. Az étrendje főként magvakból, levelekből és kisebb termésekből állhatott, amelyeket fogazata és állkapcsa segített hatékonyan feldolgozni. Fosszíliákban talált növényi maradványok és kopási jelek alátámasztják ezeket a feltételezéseket.

## Popkulturális hatás
Az Orodromeus látható a Discovery Channel által készített Dinoszauruszok bolygója Kicsi Da vadászik című részében, melyben egy csordára rátámad egy Troodonfalka.

## Fordítás
- Ez a szócikk részben vagy egészben  az   Orodromeus című angol Wikipédia-szócikk ezen változatának fordításán alapul.  Az eredeti cikk szerkesztőit annak laptörténete sorolja fel. Ez a jelzés csupán a megfogalmazás eredetét és a szerzői jogokat jelzi, nem szolgál a cikkben szereplő információk forrásmegjelöléseként.